# Muzeum Rockefellera
Muzeum Rockefellera (hebr. מוזיאון רוקפלר) – muzeum archeologiczne położone we Wschodniej Jerozolimie. Mieści jeden z najbogatszych zbiorów archeologicznych w Jerozolimie.
W 1925 Jakub Hebry Breasted, założyciel i członek Instytutu Orientalnego przy Uniwersytecie Chicago, odwiedził Palestynę. Został zaskoczony brakiem muzeum archeologii w Jerozolimie. Zachęcony przez brytyjskiego wysokiego komisarza Lorda Plumera, pozyskał środki finansowe (2 mln USD) od amerykańskiego filantropa Johna D. Rockefellera. Dzięki temu, w 1938 otwarto dla publiczności Muzeum Archeologii Palestyny.